# Jasir Asani
Jasir Asani, né le 19 mai 1995 à Skopje en Macédoine du Nord, est un footballeur international albanais, qui possède aussi la nationalité macédonienne. Il joue au poste d'ailier au Gwangju FC.

## Biographie

### En club
Jasir Asani est formé au Vardar Skopje, avec qui il fait ses débuts chez les professionnels le 25 août 2013 contre le FK Horizont Turnovo. Il inscrit son premier but le 15 mars 2014 face au Rabotnički Skopje.
Il dispute son premier match européen le 14 juillet 2015 en qualifications à la Ligue des champions contre l'APOEL Nicosie. Avec le Vardar, il est sacré champion de Macédoine en 2015, 2016 et 2017.
En janvier 2017, il est prêté pour six mois au KF Shkupi.
Après un court passage au FK Pobeda, il rejoint le Partizani Tirana pour quatre saisons le 22 septembre 2017. En 2019, Asani et ses coéquipiers remportent le championnat d'Albanie.
Le 17 décembre 2019, il rejoint l'AIK Solna dans le cadre d'un prêt payant de six mois contre 400 000 €, prêt qui sera prolongé jusqu'au mois d'août 2020.
En 2021, il rejoint le club hongrois du Kisvárda FC. Le 21 juillet 2022, il marque lors du match de qualification à la Ligue Europa Conférence face au Kaïrat Almaty, devant ainsi le premier buteur européen de l'histoire du club.
En janvier 2023, Asani vit sa première expérience hors d'Europe en ralliant la Corée du Sud et le Gwangju FC. Pour son premier match sur le terrain des Suwon Bluewings le 25 février 2023 en sortie de banc, il marque l'unique but de la rencontre à quelques minutes du terme. Asani inscrit ensuite le premier triplé de sa carrière le 18 mars lors d'une victoire 5-0 Incheon United. Avec ce résultat, Gwangju signe sa plus large victoire depuis 11 ans en première division.

### En sélection
Né en Macédoine du Nord d'une famille d'origine albanaise, Asani représente dans un premier temps les équipes de jeunes macédoniennes avant d'opter pour la sélection albanaise qu'il rejoint chez les espoirs. Il est d'ailleurs buteur pour son unique match avec les espoirs albanais contre l'Arabie saoudite le 22 janvier 2016.
Jasir Asani honore sa première sélection en équipe d'Albanie le 27 mars 2023 contre la Pologne en qualifications à l'Euro 2024. Dès sa deuxième cape, il inscrit son premier but pour les Aigles contre la Moldavie le 17 juin 2023. Au total, Asani inscrit 3 buts et donne 2 passes décisives en 6 matchs de qualification, permettant à l'Albanie de terminer à la première place de son groupe.
Il est retenu dans la liste des 26 joueurs albanais du sélectionneur Sylvinho pour participer à l'Euro 2024.

## Palmarès
- Vardar Skopje
  - Vainqueur du Championnat de Macédoine du Nord en 2015, 2016 et 2017

- Partizani Tirana
  - Vainqueur du Championnat d'Albanie en 2019
  - Vainqueur de la Supercoupe d'Albanie en 2019